# Karl Motesiczky
Karl Wolfgang Franz Motesiczky (als Ritter von Motesiczky * 25. Mai 1904 in Wien, Österreich-Ungarn; † 25. Juni 1943 im KZ Auschwitz) war ein österreichischer Psychoanalytiker und aktiver Gegner des Nationalsozialismus. Im Jahr 1980 wurde er als Gerechter unter den Völkern geehrt.

## Leben

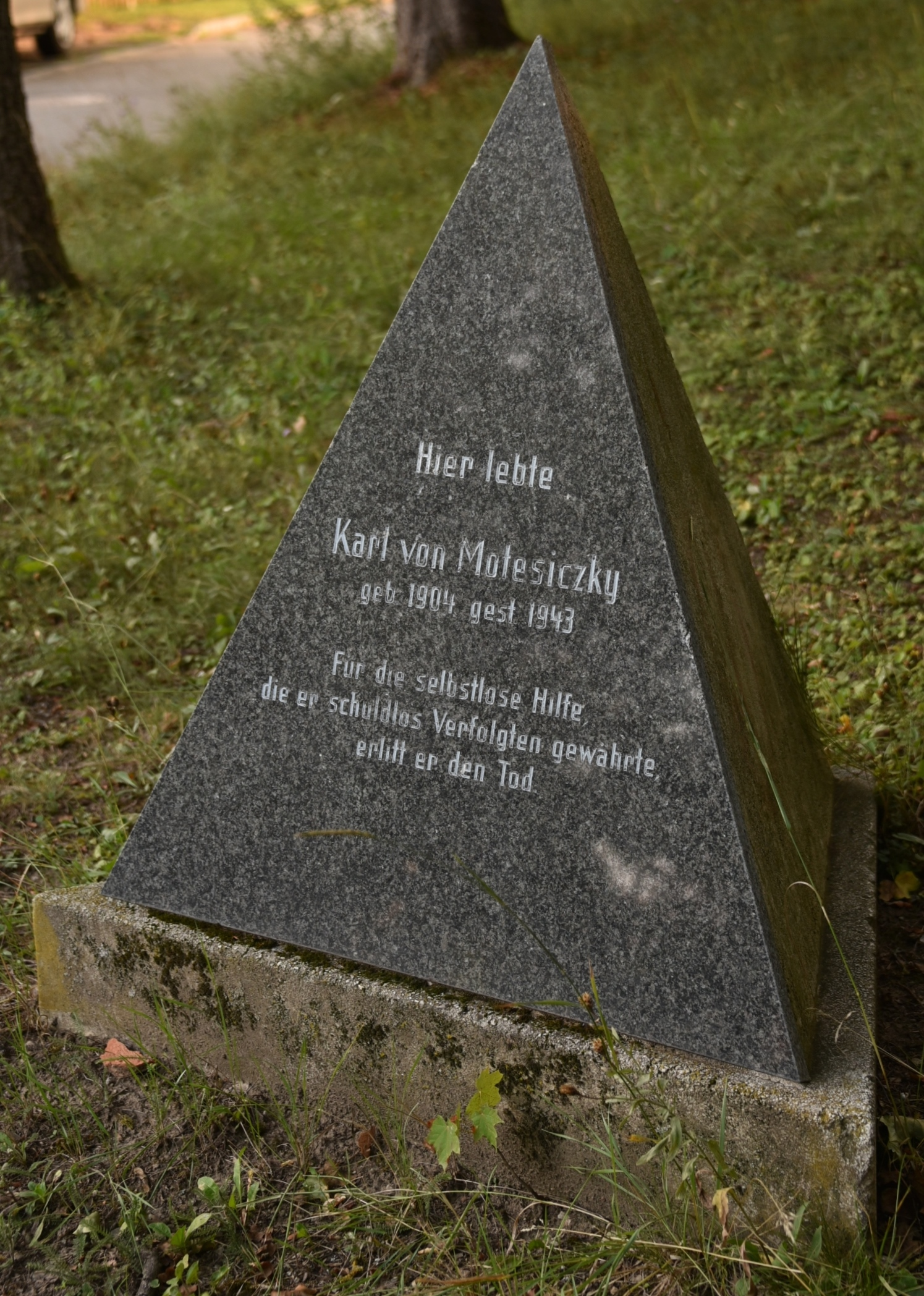
Gedenkstein am Gelände des Kinderdorfes

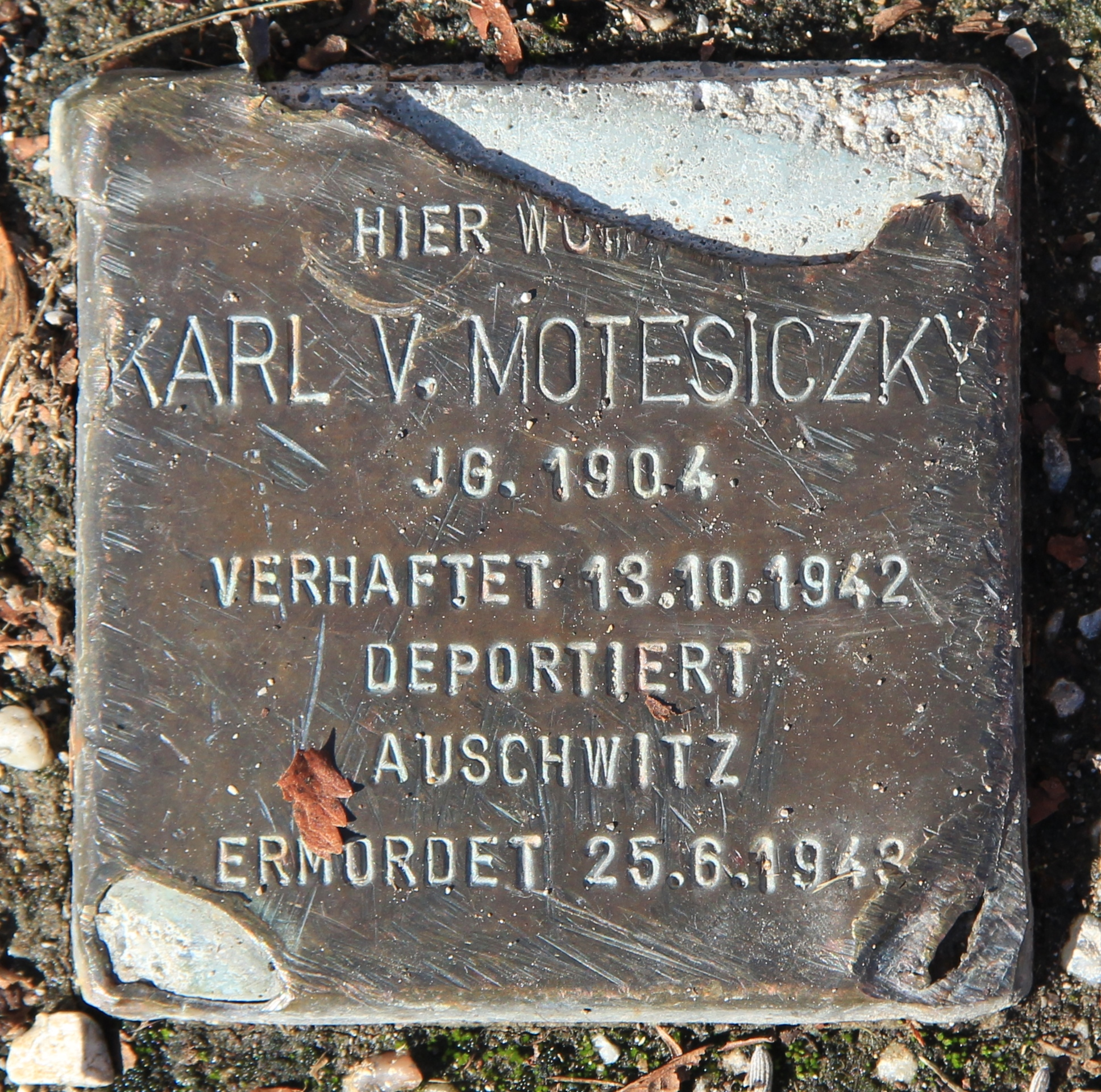
Stolperstein in der Hinterbrühl

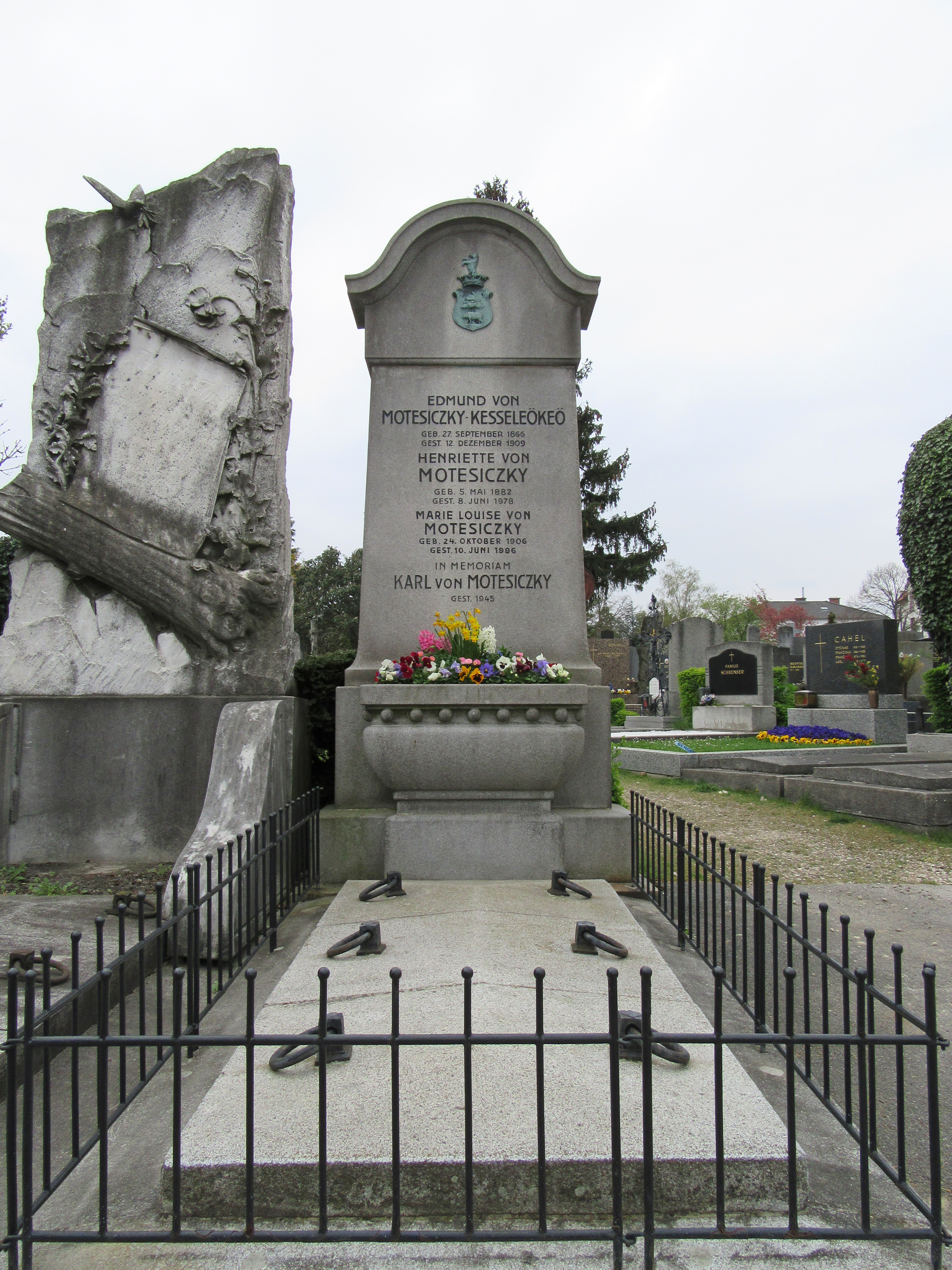
Familiengrab in Döbling

Karl Ritter von Motesiczky stammte aus einer vermögenden Wiener Adelsfamilie. Sein Vater Dr. Edmund von Motesiczky (Motesiczky von Kesseleökeö) entstammte einer Familie des ungarischen Uradels und starb (als ungarischer Staatsbürger, zuständig nach Moravan) am 12. Dezember 1909 in Wien. Seine Mutter Henriette, geborene von Lieben, kam aus einer jüdischen Wiener Bankiersfamilie und war Schwester des Erfinders der Radioröhre Robert Hermann von Lieben. Die Familie besaß die Villa Todesco, ein Gut in der Hinterbrühl am Kröpfelsteig auf dem Gelände des heutigen SOS-Kinderdorfes.

Seine Kindheit war geprägt durch den frühen Tod seines Vaters im Jahre 1909, seine Mutter erzog den Sohn und dessen Schwester Marie-Louise zu einer demokratischen Anschauung. Mit dem Adelsaufhebungsgesetz 1919 verlor die Familie ihre Adelstitel.
In Wien studierte Motesiczky Violoncello, später Jus. Seit 1925 zählte er zum Freundeskreis des Autors Heimito von Doderer und organisierte für ihn Lesungen in Wien und später auch in Heidelberg. Doderers Divertimento No 2 ist der Passus „Mote gewidmet“ vorangestellt. 1928 ging Motesiczky nach Heidelberg, 1930 dann nach Marburg, wo er Philosophie und Theologie studierte. Durch sein Engagement in der sozialistischen Studentenbewegung kam er auch in Kontakt mit dem Kommunismus.
1931 übersiedelte er nach Berlin, wo er dem ehemals Wiener Psychoanalytiker Wilhelm Reich begegnete und dessen Patient, Schüler und Mitarbeiter wurde. Er folgte Reich 1933 auch in die Emigration über Kopenhagen nach Oslo.
In Oslo setzte Reich ab 1934 seine sexualpolitische Arbeit fort. Motesiczky wurde Mitarbeiter und Geldgeber der von Reich gegründeten Zeitschrift für Politische Psychologie und Sexualökonomie, in der Arbeiten veröffentlicht wurden, die die Methode des dialektischen Materialismus auf die Sexualökonomie und Massenpsychologie anwendeten.
Motesiczky publizierte zwischen 1934 und 1938 unter dem Pseudonym Karl Teschitz einige Artikel und aktuelle Notizen in dieser Zeitschrift, in denen er sich unter anderem mit der Politik der Exil-Linken auseinandersetzte.
In Oslo begann er Medizin zu studieren und unter der Supervision Reichs Patienten psychoanalytisch bzw. charakteranalytisch zu behandeln.
Motesiczky kehrte im Winter 1937/38 nach Österreich zurück. Obwohl er ein „jüdischer Mischling ersten Grades“ war, beschloss er nach dem Einmarsch der Nationalsozialisten im März 1938 in Österreich zu bleiben. Seine Mutter floh gemeinsam mit Karls Schwester Marie-Louise in die Niederlande und später nach London.
Sein Gut in der Hinterbrühl wurde zum Treffpunkt jüdischer Familien und nichtjüdischer Gegner des Nationalsozialismus, so z. B. die Konzertpianistinnen Erna Gál und Isa Strasser sowie Ernst Wildgans, die Przibrams, Dr. Ella und Kurt Lingens. Wem Gefahr drohte, von der Gestapo verhaftet zu werden, dem gewährte Karl in seinem Haus Unterschlupf und er verhalf vielen zur Emigration. Im Herbst 1939 gründete er zusammen mit einigen Freunden (u. a. Ella und Kurt Lingens und Robert Lammer) eine Widerstandsgruppe. Gleichzeitig setzte er sein Medizinstudium fort und ging zu dem in Wien gebliebenen Psychoanalytiker August Aichhorn in Analyse. Motesiczky wurde es jedoch als einem „Mischling ersten Grades“ nicht gestattet, eine psychotherapeutische Ausbildung zu absolvieren.
Im Juli 1942 kamen zwei Ehepaare, die aus dem besetzten Krakau entkommen waren, nach Wien, um mit Motesiczkys Hilfe in die Schweiz zu fliehen. Von einem Mittelsmann denunziert, wurde Motesiczky am 13. Oktober 1942 gemeinsam mit Ella Lingens von der Gestapo Wien verhaftet und nach vier Monaten Haft im Gestapo-Gefängnis im vormaligen Hotel Metropol am Morzinplatz ins KZ Auschwitz deportiert, wo er am 25. Juni 1943 an Typhus verstarb.
1980 zeichnete Yad Vashem in Jerusalem Karl Motesiczky posthum mit dem Ehrentitel Gerechter unter den Völkern aus.

## Werk
Das publizierte Werk von Karl Motesiczky besteht, neben einigen kurzen Artikeln und Notizen in der Zeitschrift für Politische Psychologie und Sexualökonomie, nur aus einem Buch: Karl Teschitz (Pseudonym): Religion, Kirche, Religionsstreit in Deutschland. Dieses religionskritische Buch des ehemaligen Theologiestudenten ist zwar aus damals, 1935, aktuellem Anlass entstanden: als „Waffe im Kampf gegen den Faschismus, der im grossen gesehn auch stets ein Kampf gegen die Religion sein wird.“ (S. 3) Es ist aber wegen der Persistenz und des Wiedererstarkens der Religion in unserer postfaschistischen Zeit nach wie vor aktuell, und zwar in seinen theoretischen Kapiteln, wo Motesiczky den über Marx und Freud hinausgehenden religionskritischen Ansatz Reichs gemeinverständlich darstellt. Denn: „Die Naturwissenschaft hat zwar die Autorität der Religion erschüttert, die Aufklärung ihrer … gesellschaftlichen Funktion hat sie weiter untergraben. Doch die Deutungskünste der Theologen haben die naturwissenschaftliche Propaganda gegen die Religion z. T. unschädlich gemacht. [Hinzu kommt] die tiefe gefühlsmässige Bindung ihrer Anhänger, die meist stärker ist als alle verstandesmässigen Erwägungen. So reden wir mit unserer antireligiösen Aufklärung vielfach über die Köpfe der noch religiösen Massen hinweg. Sie werden mit dem Schlagwort ‚Moses oder Darwin‘, mit dem Nachweis, wieviel Geld die Pfaffen jedes Jahr vom Staat erhalten, kaum aufzuklären sein.“ (S. 4) Motesiczky stellt fest: „Wir stehen nach 90 Jahren Marxismus und 40 Jahren Psychoanalyse erst am Beginn einer wirklich materialistischen Religionsforschung.“ (S. 7) Eine Fortsetzung dieser Erforschung des Religiösen zwecks Entwicklung effektiver Methoden zu seiner Bekämpfung, wie er sie sich wünschte, hat in den weiteren 70 vergangenen Jahren nicht stattgefunden.

## Sonstiges
Sein Gut in der Hinterbrühl wurde nach dem Krieg von Hermann Gmeiner erworben und ab den Jahren 1957 ein SOS-Kinderdorf errichtet.
Seine Mutter und seine Schwester ließen dort 1961 eine Gedenkstätte für Karl errichten.
Motesiczkys Gedenkstätte wurde im Sommer 2000 zerstört und mit Hakenkreuzen geschändet. 2007 wurde im Kinderdorf ein Stolperstein verlegt.
Das immer noch bestehenden Schweizerhaus im Kinderdorf, in dem jüdische Familien versteckt wurden, wurde 2019 von der Internationale Raoul Wallenberg Stiftung als erstes Haus in Österreich mit dem Titel Haus des Lebens ausgezeichnet.

## Schriften
- Religion, Kirche, Religionsstreit in Deutschland. Sexpol-Verlag, Kopenhagen 1935 (Politisch-Psychologische Schriftenreihe der Sexpol Nr. 3).
- Religiöse Ekstase als Ersatz der sexuellen Auslösung: Beobachtungen in einer religiösen Sekte. Sexpol-Verlag, Kopenhagen 1937 (Populäre Schriftenreihe der Sexpol Nr. 2) (online).
- Aufsätze aus der Zeitschrift für Politische Psychologie und Sexualökonomie (ZPPS) im Nachdruck in: Hans-Peter Gente (Hg.): Marxismus, Psychoanalyse, Sexpol. Band 1. Frankfurt/M.: Fischer-TB 1970.
  - Zur Kritik der kommunistischen Politik in Deutschland (ZPPS 3/4, 1934, S. 256–258), S. 203–219.
  - Aus der internationalen Sexpol-Diskussion (ZPPS 1/2, 1936, S. 43–49), S. 221–228 (online).
  - Rezension: Erich Fromm: Autorität und Familie. Sozialpsychologischer Teil (ZPPS 3/4, 1936, S. 176–178), S. 307–309 (online).